# Angie Harmon
Angie Harmon (Angela Michelle Harmon, ur. 10 sierpnia 1972 w Dallas) – amerykańska modelka i aktorka.
Matka Angie Harmon – Daphne Demar (z d. Caravageli) – jest Amerykanką greckiego pochodzenia, a ojciec – Lawrence Paul „Larry” Harmon – ma pochodzenie brytyjsko-holenderskie.
Harmon w 1988 roku jako szesnastolatka wygrała konkurs modelek organizowany przez czasopismo „Seventeen”. W 1990 roku podpisała kontrakt z nowojorskim oddziałem agencji IMG. Zaczęła uczestniczyć w pokazach mody i sesjach zdjęciowych. Ozdabiała pokazy Calvina Kleina, Giorgio Armaniego, Donny Karan, Rifata Ozbeka oraz Valentina. Wielokrotnie pojawiała się na okładkach niemieckiej i amerykańskiej edycji magazynu „Cosmopolitan” oraz amerykańskich wydań „Shape”, „Allure” i „Glamour”. Występuje również w amerykańskich serialach i produkcjach filmowych.

## Filmografia
- Renegat (Renegade, 1995) jako Debbie Prentice
- Nocny patrol (Baywatch Nights, 1995–1997) jako Ryan McBride
- Słoneczny patrol (Baywatch, 1996) jako Ryan McBride
- Świerszcze w trawie (Lawn Dogs, 1997) jako Pam
- C-16: FBI (1997–1998) jako Amanda Reardon
- Prawo i porządek (Law & Order, 1998–2001) jako Abbie Carmichael
- Prawo i porządek: sekcja specjalna (Law & Order: Special Victims Unit, 1999–2000)
- Batman przyszłości (Batman of the Future lub Batman Beyond, 2000) jako komisarz Barbara Gordon (głos)
- Batman: Powrót Jokera (Batman Beyond: Return of the Joker, 2000) jako komisarz Barbara Gordon (głos)
- Dobre rady (Good Advice, 2001) jako Page Hensen
- Obserwator: Historia Susan Wilson (Video Voyeur: The Susan Wilson Story, 2002) jako Susan Wilson
- Agent Cody Banks (2003) jako Ronica Miles
- Dick i Jane: Niezły ubaw (Fun with Dick and Jane, 2005) jako Veronica Cleeman
- Inconceivable (2005) jako dr Nora Campbell
- Kontrakt (The Deal, 2005) jako Anna
- Secrets of a Small Town (2006) jako Bethany Steele
- Dom Glassów: dobra matka (The Good Mother, 2006) jako Eve Goode
- Krew za krew (Seraphim Falls, 2006) jako Rose
- Decydująca gra (End Game, 2006) jako Kate Crawford
- Kobiecy Klub Zbrodni (Women’s Murder Club, 2007–2008) jako Lindsay Boxer
- Żywy dowód (Living Proof) (2008) jako Lilly Tartikoff
- Kim jest Samantha? (Samantha Who?, 2009) jako Gigi
- Partnerki (Rizzoli & Isles, 2010–2016) jako Jane Rizzoli
- Chuck (2010) jako Sydney Prince